# Tri-Cities FC
El Tri-Cities FC es un equipo de fútbol semiprofesional de los Estados Unidos que juega en la USL League Two, la cuarta división de fútbol en el país.

## Historia
Fue fundado el 28 de enero de 2016 en Tri-Cities, Tennessee por su propietario Michael Balluf luego de que la antiguamente conocida como USL PDL anunciara que la ciudad tendría una franquicia para la temporada 2016.

## Estadio
El club jugará de local en el Kermit-Tripton Stadium ubicado en Johnson City, Tennessee.